# Classe Tachkent

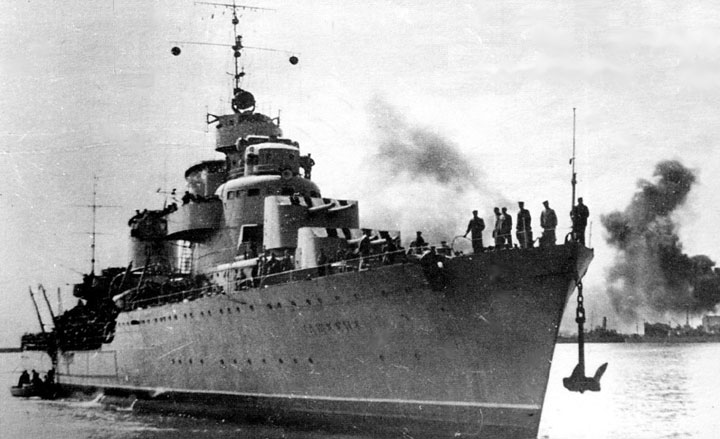
Le Tachkent.

La classe Tachkent est un groupe de destroyers leaders de flottille (prévus pour prendre la tête des escadres de destroyers standards)  construits pour la Marine soviétique peu de temps avant la Seconde Guerre mondiale. Seul un exemplaire a été achevé.